# Marko Filipovic
Marko Filipović est un footballeur serbe de Bosnie né le 6 août 1978 à Teslić. Son poste de prédilection est milieu de terrain.

## Biographie
Marko Filipović joue dans de nombreux pays : en Serbie, au Kazakhstan, en Australie, en France et en Suisse.
Il dispute 46 matchs dans le championnat de National (3e division française).